# Ceaux-en-Couhé

Ceaux-en-Couhé este o comună în departamentul Vienne, Franța. În 2009 avea o populație de 516 de locuitori.